# حصار حمص
كان حصار حمص مواجهة عسكرية بين الجيش السوري المجرم والمعارضة السورية في مدينة حمص كجزء من الحرب أثناء الثورة السورية. استمر الحصار ثلاث سنوات، من مايو 2011 إلى مايو 2014، وأسفر عن انسحاب المعارضة من المدينة.
بدأت الاحتجاجات المناهضة للحكومة في جميع أنحاء البلاد في مارس 2011، واشتدت حدة الاشتباكات بين قوات الأمن والمتظاهرين في حمص في أبريل. في أوائل مايو 2011، نفذ الجيش السوري حملة قمع ضد المتظاهرين السلميين في حمص .
في الوقت الذي تمكنت فيه الحكومة السورية من إخماد الاحتجاجات التي جرت في مارس - أبريل في درعا مع القيام بعملية عسكرية واسعة النطاق، لم تنجح هذه العملية العسكرية في شهر مايو في حمص. في سبتمبر، لعبت الصدامات الطائفية وإراقة الدماء في حمص بين العلويين والسنة دورًا أكثر أهمية في حمص منه في بقية سوريا.
في أواخر أكتوبر 2011، قام لواء تابع للجيش السوري الحر قوامه عناصر منشقين من الجيش، على نحو متكرر، بنصب كمين لقوات الأمن الحكومية حول حي بابا عمرو بحمص ونجح خلال مطلع نوفمبر في الدفاع عن حي بابا عمرو. في نهاية ديسمبر 2011، تم إرسال بعثة عربية لمراقبة الوضع وفقا لخطة جامعة الدول العربية. بعد فشل البعثة، شن الجيش السوري هجومًا ضد بابا عمرو في فبراير 2012، وقصف الحي بأكمله وإغلاق جميع طرق الإمداد. في أوائل شهر مارس، شنت القوات الحكومية هجومًا أرضيًا على بابا عمرو، مما أرغم المتمردين على الانسحاب من الحي.
في بداية مايو 2012، بعد وقف إطلاق النار الذي تفاوضت عليه الأمم المتحدة، لم يحدث سوى قتال متقطع في الشوارع والقصف. خلال هذا الوقت، كانت الحكومة تسيطر على معظم المدينة. احتفظت المعارضة بما بين 15% و 20% من حمص في حين لا تزال المعارك جارية للسيطرة على منطقة ذات حجم مماثل. في ديسمبر 2012، استولى الجيش السوري على منطقة دير بعلبة، ولم يتبق سوى المدينة القديمة، ومنطقة الخالدية وبعض المناطق الأخرى الخاضعة لسيطرة المتمردين.
في أوائل مارس 2013، شنت القوات الحكومية هجوماً على العديد من الأحياء التي يسيطر عليها الثوار،  في منتصف مارس، حاول الثوار استعادة بابا عمرو، لكنهم اضطروا إلى الانسحاب بحلول نهاية الشهر. في مارس وأوائل أبريل 2013، شاركت ميليشيا حزب الله اللبنانية بالكامل في القتال في حمص، حيث ساعدت القوات الحكومية السورية. في أواخر يوليو، استولت القوات الحكومية على حي الخالدية.
في أوائل مايو 2014، عقب اتفاق تم التوصل إليه بين الحكومة والثوار، سُمح للقوات المتمردة بإخلاء المدينة، تاركة حمص تحت سيطرة نظام الاسد المجرم .

## خلفية
في 15 مارس 2011، بدأت حركة الاحتجاج ضد الحكومة السورية في التكاثف، مع تظاهرات متزامنة في المدن الرئيسية في سوريا. وشملت المواضيع الرئيسية الفساد والقمع الحكومي. امتدت الاحتجاجات إلى حمص يوم 18 مارس، بعد مكالمات عبر الإنترنت من أجل «يوم الجمعة للكرامة». خرج آلاف المتظاهرين إلى الشوارع بعد صلاة الجمعة. في محاولة لتفريق الحشود، قامت الشرطة باعتقالات عديدة واعتدت على المتظاهرين. مع استمرار المظاهرات في أبريل، أطلقت قوات الأمن النار على المتظاهرين، مما أسفر عن مقتل العشرات. أصبحت حمص واحدة من أكثر المدن اضطرابا في سوريا، ووصفها بعض النشطاء بأنها «عاصمة الثورة».

## الحصار

### احتجاجات مايو 2011
في 6 مايو، بعد نجاح العملية ضد المتظاهرين في درعا، واجه الجيش السوري المتظاهرين واشتبك معهم، بعد صلاة الجمعة، في حمص. أثناء القتال، قتل 15 متظاهراً، طبقاً للمعارضة، بينما قالت الحكومة إن 11 جنديًا وشرطيًا قتلوا، من بينهم خمسة في نقطة تفتيش بعد أن تعرضوا لهجوم من قبل مسلحين مجهولين. في 8 مايو، بعد الصدامات القاتلة قبل يومين، دخلت الدبابات إلى عدة محافظات حمص وبدأت عملية مطاردة لجميع نشطاء المعارضة المعروفين ومؤيديهم. في الليلة التي سبقت بدء العملية، قطع الجيش الكهرباء إلى المدينة. أثناء الهجوم، دخلت وحدات الجيش مناطق باب عمرو وباب السباع.
في 8 مايو، هاجم مسلحون مجهولون حافلة تقل عمالا عائدين من العمل في لبنان إلى حمص، مما أسفر عن مقتل 10 أشخاص وإصابة ثلاثة آخرين.
بحلول 10 مايو، كان الجيش قد أقام سيطرة كاملة على المدينة. ومع ذلك، في صباح اليوم التالي، سمع صوت إطلاق نار من الدبابات والمدافع الرشاشة في حي بابا عمرو في حمص وبعض القرى المجاورة. أفيد أن ما بين خمسة وتسعة أشخاص لقوا حتفهم في الاشتباكات.
في 11 مايو، تم استهداف القرى البدوية في منطقة حمص أيضًا من قبل العملية العسكرية. وفي 12 مايو، أفيد بأن قوات الأمن قد اعتقلت الناشط المخضرم في مجال حقوق الإنسان، ناجي طيارة.
في 20 مايو، قوبلت الاحتجاجات ضد الأسد بنيران الرشاشات من قوات الأمن، مما أسفر عن مقتل 11 شخصا. بعد أسبوع، في 27 مايو، حاولت المعارضة تنظيم مظاهرة أخرى. وقمعتها أيضا القوات العسكرية في اشتباكات أسفرت عن مقتل 3 أشخاص. في 30 مايو، قُتل سبعة متظاهرين وأحد أفراد قوات الأمن في اشتباكات في حمص.

### يوليو–أكتوبر 2011
في 17 يوليو 2011، اتخذت الدبابات والقوات التابعة لقوات الأمن السورية مواقع في دوار الخالدية في حمص وقتلت ما لا يقل عن 30 شخصًا. ويبدو أن العملية قد بدأت بعد اختطاف ثلاثة من مؤيدي الحكومة وقتلوا قبل أسبوع، مع عودة جثثهم الممزقة إلى أقاربهم في 17 يوليو.
في سبتمبر 2011، أدت إراقة الدماء الطائفية، مثل الاغتيالات التي وقعت على أكاديميين دون روابط واضحة إلى المحتجين ولا إلى الحكومة، إلى دور أكبر في حمص أكثر مما كان عليه الحال في بقية سوريا.
وخلال شهري سبتمبر وأكتوبر، تم الإبلاغ عن وقوع اشتباكات في الجزء الشمالي من المدينة، لا سيما في منطقة دير بعلبة. كان هناك أيضا عنف عرضي في باب السباع وبابا عمرو وأماكن أخرى. في أواخر سبتمبر، أجبر القتال في منطقة الرستن المجاورة عدة مجموعات متمردة على الفرار إلى حمص.
وفي أواخر أكتوبر 2011، قام لواء خالد بن الوليد التابع للجيش السوري الحر، الذي بُني حول ضباط الجيش السوري المنشقين، بالفرار من بلدة الرستن القريبة إلى حي بابا عمرو في حمص، ونصب كمينا مرارا لقوات الأمن التابعة للحكومة حول هذا الحي، ودافع بفعالية عن حي بابا عمرو حتى أوائل نوفمبر.
في ليلة 28 أكتوبر، اندلعت اشتباكات عنيفة شارك فيها الجيش السوري الحر في باب السباع. في اليوم التالي، امتدت هذه الاشتباكات إلى بابا عمرو والقصور. وخلال قتال الشوارع في منطقة باب السباع، قُتل 17 جنديا، بينما قُتل 20 جنديا وجرح 53 آخرون في بابا عمرو.

### عملية نوفمبر 2011
كانت عملية تطهير الحكومة في حمص في مطلع نوفمبر رداً على المقاومة المسلحة في منطقة حمص. في 3 نوفمبر 2011، فتحت الدبابات النار على حي بابا عمرو، حيث قتل الجنود قبل ذلك بعدة أيام. وبحسب ما ورد قُتل أكثر من 100 شخص، بينهم مدنيون، في اليوم التالي. أفادت الأنباء أن عدة دبابات دمرها الجيش السوري الحر.
في 8 نوفمبر، ورد أن الجيش السوري سيطر على منطقة باب عمرو في حمص وأن المنشقين المسلحين كانوا يختبئون.
وفي 24 نوفمبر، في المصادمات التي وقعت على المشارف الغربية من حمص، قُتل 11 جندياً منشقاً وأصيب أربعة. وفي وقت لاحق، أجرى الجيش غارات على مزيد من المزارع الغربية، مما أسفر عن مقتل 15 شخصا.

### تصاعد القتال والاستيلاء على الأراضي من قبل المتمردين (نوفمبر وديسمبر)
في 25 نوفمبر 2011، قُتل ستة طيّارين نخبة وضابط تقني وثلاثة موظفين آخرين في كمين في حمص. وقد تعهدت الحكومة السورية «بقطع كل اليد الشريرة» للمهاجمين نتيجة لذلك. وأعلن الجيش السوري الحر مسؤوليته عن الهجوم على موظفي القاعدة الجوية.
في أوائل ديسمبر، تمكن مراسل قناة سكاي نيوز، ستيوارت رامزي، من تهريب نفسه وطاقمه، بمساعدة المنشقين من الجيش السوري الحر، إلى حمص حيث أبلغ عن وقوع قتال عنيف كل يوم، على الرغم من وجود نقاط تفتيش تابعة للجيش السوري بشكل كثيف.

## وصلات خارجية
- We Live as in War, هيومن رايتس ووتش, 11 November 2011
- By All Means Necessary!, هيومن رايتس ووتش, 16 December 2011
- In Cold Blood, هيومن رايتس ووتش, 10 April 2012.
- Documentary: A Day In Homs برس تي في documentary on فيميو
- Documentary: Secret Treaties برس تي في documentary on فيميو
- Homs: Journey into Hell على يوتيوب documentary by بي بي سي وان